# 狼毒大戟
狼毒大戟（學名：Euphorbia fischeriana）是大戟科大戟属的一个种，也叫狼毒，原产中國黑龙江、吉林、辽宁、内蒙古东部、山东（烟台、崂山）以及朝鲜半岛、日本、蒙古东部、俄罗斯远东、西伯利亚东部。

## 延伸阅读
[在维基数据编辑]
 《欽定古今圖書集成·博物彙編·草木典·狼毒部》，出自陈梦雷《古今圖書集成》